# La Main rouge (groupe armé)
Pour les articles homonymes, voir La Main rouge.
La Main rouge est une organisation secrète française pratiquant la lutte armée, qui a réalisé un grand nombre d'attentats en Europe et en Afrique du Nord dans les années 1950, à l'époque du colonialisme. 
Qualifiée d'« escadron de la mort », elle puise son origine dans les groupuscules créés en Tunisie en 1952 et regroupant « petits blancs », « prépondérants » et policiers prêts à tout pour empêcher l'indépendance du pays. Le nom est très vite utilisé par les services secrets français afin de servir de couverture au service Action du Service de documentation extérieure et de contre-espionnage (SDECE), pour ses opérations de sabotage, d'assassinats ciblés et divers attentats ayant pour but de lutter contre l'indépendantisme en Afrique du Nord.
Les opérations du service Action du Service de documentation extérieure et de contre-espionnage (SDECE) en Tunisie en 1954 ont été dévoilées et précisées lors de l'ouverture des archives décidée par le président François Hollande après son élection.
Ses actions portent d'abord contre des militants de l'indépendance du Maroc, de l'Algérie et de la Tunisie, en particulier les libéraux du Maroc à partir de 1952. Ensuite, elle s'attaque à tout citoyen étranger ou français gênant les opérations françaises lors de la guerre d'Algérie ou à son avocat. À partir de 1956, ses attentats visent aussi les marchands d'armes soupçonnés d'en vendre au Front de libération nationale algérien (FLN). L'opération est interrompue à la fin de 1962, à la suite de l'indépendance de l'Algérie.

## Origine et création
La France n'ayant pas ouvert ses archives secrètes relatives à cette période, on en avait été dans un premier temps réduit à des recoupements de sources diverses. Cependant, de nombreux agents et responsables des services ont témoigné, à partir des années 2010, dans plusieurs documents, notamment un documentaire de David Korn-Brzoza, Histoire des services secrets français, ainsi que dans un ouvrage du journaliste d'investigation Vincent Nouzille, Les Tueurs de la République, fondé sur les témoignages concordants d'agents français. Les historiens ont travaillé de longue date sur ces recoupements notamment sur le fait que les directeurs de la Sûreté nationale ont dû assumer « un rôle dans les missions » de La Main rouge, « faux-nez du SDECE et de la DST, au Maroc »,,.
Par ailleurs des investigations poussées ont montré que La Main rouge était même « composée de membres du SDECE », en plus d'être « un faux nez du SDECE », et « dépendante de l'État français, responsable de plusieurs attentats contre des personnalités tunisiennes ». Elle servait au SDECE « pour des actions qu'il ne pouvait revendiquer » car il était censé « n'agir qu'à l'extérieur du territoire national », la DST le faisant à l'intérieur des frontières.

### Genèse de l'opération
Dans Histoire secrète de la Ve République, Roger Faligot et Jean Guisnel désignent La Main rouge comme « la machine à tuer des services secrets français ». Selon ces auteurs, le feu vert de cette entreprise aurait été donné par le gouvernement socialiste de Guy Mollet (février 1956-juin 1957). « Le SDECE imagine un plan de diversion destiné à maquiller les opérations Homo [pour homicide] en règlements de compte perpétrés par une mystérieuse organisation secrète, La Main rouge, qui serait tenue par des colons ultras […] La Main rouge devient une signature commode ».

### Fonctionnement
Pilotées à partir de 1958 par le conseiller personnel du général de Gaulle, Jacques Foccart, en contact direct avec le Premier ministre Michel Debré, le général Paul Grossin, chef du SDECE, et le colonel Robert Roussillat, chef du service Action, les opérations Arma (destinées à détruire les armes avant qu'elles ne soient livrées au FLN) et Homo (pour homicide) ne laissent aucune trace dans les archives : le feu vert est donné oralement par Matignon et les dossiers des cibles sont brûlés après leur exécution.
En 2017, un document signé est retrouvé dans les archives de Jacques Foccart. Intitulée Fiche relative à la désignation d'un objectif, la note est adressée par le service Action au conseiller technique du général de Gaulle, président du Conseil. Cette note datée du 1er août 1958 est paraphée par Foccart et comporte les notations manuscrites : « Reçu le 3 août 1958, ai donné accord de principe » et « accord de l'amiral Cabanier [chef d'État-major de la Défense nationale] le 4 août, transmis aussitôt au colonel Roussillat ».

### Opération de désinformation
La désinformation sur la nature de La Main rouge est alimentée par les étranges confessions données le 27 novembre 1959, dans le quotidien britannique Daily Mail par Christian Durieux, qui se présente comme un jeune enseignant corse et affirme être l'un des chefs de La Main rouge. L'interview est reprise par plusieurs journaux, dont l'hebdomadaire allemand Der Spiegel. Or, Durieux n'est en fait qu'un honorable correspondant du SDECE.
Un livre publié en 1960 par un romancier d'espionnage, Pierre Genève, aux éditions Nord-Sud en Suisse, retrace l'épopée de La Main rouge, sous forme d'une longue interview de l'un de ses responsables, tout en justifiant les attentats. En réalité, tout est « fabriqué par les experts en propagande du SDECE, qui avancent ainsi masqués », selon l'enquête du journaliste d'investigation Vincent Nouzille. Le responsable de la maison d'édition, qui n'a publié que ce livre, était un officier du renseignement français du nom de Jacques Latour.
L'agent Bob Maloubier, un ancien résistant qui avait participé à la création du service Action, résume l'opération : « Chaque fois qu'il y a quelque chose qui se passe, on dit : c'est La Main rouge ! Et La Main rouge n'existait pas du tout ! Ça couvrait le service… ».
Constantin Melnik est tenu à l'écart des opérations, bien que conseiller technique du Premier ministre français Michel Debré pour les questions de sécurité et de renseignement de 1959 à 1962. Il se souvient cependant qu'à cette époque « les services secrets inventifs disent effectivement : nous pouvons participer à la destruction du FLN, et pour ça, éventuellement, nous pourrions inventer une organisation imaginaire qui s'appellerait La Main rouge ».
En fait, elle apparait depuis déjà huit ans en Tunisie. À partir de 1951, l'antenne du SDECE à Tunis est dirigée par le lieutenant-colonel Jean Germain, dont le vrai nom est Jean Allemand, assisté par Paul Conty. Louis Lalanne, qui devient en 1951 le bras-droit de Pierre Boursicot, nommé au début de la même année à la tête du SDECE pour le réorganiser sur fond de dispersion des services secrets, va faire le voyage à Tunis pour leur demander d'imaginer la nouvelle vocation du SDECE au Maghreb. En juin 1955, Jean Allemand, promu lieutenant-colonel, est à Alger où il dirige le SDECE pour l'Algérie.

## Actions du groupe en Afrique du Nord

### Actions en Tunisie

#### Création
En mai 1941, à l'instigation de Rachid Driss, le Néo-Destour crée l'association révolutionnaire de La Main noire ayant pour but de « lutter contre le colonialisme français par toutes les méthodes terroristes ». Rapidement démantelée par la police tunisienne, elle est réactivée en février 1952 dans le contexte de la dégradation de la situation politique à la suite de l'arrivée du nouveau résident général de France Jean de Hauteclocque. En réaction aux exactions policières, elle diffuse des tracts annonçant : « Français de Tunisie, La Main noire est partout, votre vie est en danger, la mort vous guette au tournant […] car la mort d'un Tunisien sera suivie par la mort de dix Français ».

Bientôt, des Tunisiens proches des nationalistes reçoivent à leur tour des tracts portant la signature de « La Main rouge » et accompagnés d'une main de Fatma dessinée à l'encre rouge. Après les tracts, viennent les explosifs. Le 25 novembre 1952, des attentats à la bombe visent les villas de deux avocats nationalistes tunisiens, Taieb Miladi et Tahar Sakhdar. Le lendemain, ce sont les villas du destourien Moncef Mestiri et de Sidi Mohamed Raouf Bey, fils de Moncef Bey, qui sont visées. À Paris, le délégué du Néo-Destour déclare : 
« Depuis bientôt un an, tous les Tunisiens vivent en hors-la-loi ; ceux qui ont pu échapper au ratissage risquent les prisons et les camps de concentration ou s'exposent de plus en plus aux actions criminelles des terroristes français de La Main rouge. Cette main occulte opère tout comme les gangs, en traction avant et sous l'œil complice, voire protecteur des autorités répressives. Tout se passe en effet comme si celles-ci couvrent, sinon encouragent, les représailles et attentats divers perpétrés uniquement contre les Tunisiens musulmans et israélites par cette organisation raciste »
L'impunité dont jouissent les auteurs de ces attentats jamais revendiqués incite en effet la population à y voir des groupuscules composés de policiers et de colons extrémistes. Bientôt les noms des commissaires de police Natali, Pierangeli et Santoni circulent, ainsi que ceux des colons Grall, Bitch, Casanova, Vella, Félix, Perrussel, Casablanca, Mercier et Bouillac. Même le nom du secrétaire général du gouvernement tunisien, Raymond Pons, est cité.
Lors de sa déposition du 11 février 1953, le journaliste Roger Stéphane, cofondateur de L'Observateur évalue à 49 le nombre d'attentats de La Main rouge entre le 3 mars 1952 et le 5 décembre 1952.

#### Assassinat de Farhat Hached

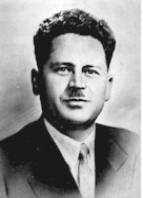
Farhat Hached, assassiné par la Main rouge selon les historiens.

Le 5 décembre 1952, Farhat Hached, fondateur et leader de l'Union générale tunisienne du travail (UGTT), est assassiné à Radès. Dès l'annonce du meurtre, Hauteclocque tente de brouiller les pistes en évoquant « un règlement de comptes entre nationalistes » mais la piste de La Main rouge est évidente pour tout le monde. La responsabilité du résident général est même mise en cause à la suite du témoignage d'un ambassadeur affirmant à Charles-André Julien que Hauteclocque était non seulement au courant de l'attentat qui se préparait mais qu'« il avait donné sa bénédiction ». Un document déclassifié en 2013 révèle que, dès le 16 mai 1952, le résident général avait dit de la victime : « seule l'annihilation de Farhat Hached nous permettra de rétablir l'ordre ». L'enquête policière est close en 1955.
Le 16 mars 2010, la famille de Farhat Hached, la Ligue des droits de l'homme et la Fédération internationale pour les droits humains portent plainte au tribunal de grande instance de Paris pour apologie de crime de guerre contre Antoine Méléro, un ancien policier français fier d'avoir fait partie de l'organisation terroriste, en raison de ses déclarations, diffusées par la chaîne de télévision Al Jazeera le 18 décembre 2009. Dans cette émission, Méléro approuve l'opération en ces termes : « Moi, je la trouve légitime, si c'était à refaire, je referais ».
En 2011, l'UGTT et la famille Hached demandent à nouveau la déclassification des archives concernant l'assassinat de Farhat Hached. Cette demande obtient gain de cause le 5 juillet 2013, à l'occasion de la visite officielle du président François Hollande en Tunisie.
Obtenues des ministères français des Affaires étrangères et de la Défense, ces archives confirment qu'aucune partie tunisienne n'est impliquée. Autre document déclassifié en juillet 2013, qualifié d'information clé par le fils de la victime Noureddine Hached, un rapport du SDECE révèle que, quelques jours avant l'assassinat, une équipe du service Action du SDECE avait été envoyée de Paris. Daté du 3 décembre 1952, ce document montre que l'équipe « suivait depuis quelque temps les faits et gestes » du leader syndical tunisien et « savait notamment où Farhat Hached habitait, mais connaissait aussi ses déplacements, ses fréquentations ou encore les voitures qu'il utilisait », facilitant l'assassinat qui a eu lieu tout près de chez lui.
Toutes ces révélations incitent l'historien Gilles Manceron à affirmer que « Hached a été tué par le Service action du SDECE, un service officiel français, qui, depuis sa création en 1946, dépendait directement du président du Conseil, celui-ci étant alors, depuis le 6 mars 1952, Antoine Pinay, c'est lui qui était chargé de valider ses actions homicides ».

#### Assassinat de Hédi Chaker

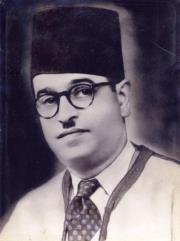
Hédi Chaker.

Le 13 septembre 1953, Hédi Chaker, ancien trésorier du Néo-Destour, est assassiné après avoir été enlevé chez lui. Placé en résidence surveillée, il avait pourtant demandé du secours à la gendarmerie locale alors que les tueurs enfonçaient sa porte mais les gendarmes arrivent trop tard. Son cadavre est retrouvé portant l'avertissement : 
« Avis à la population.
Tout acte de sabotage ou assassinat commis dans une localité entraînera l'exécution de trois chefs destouriens de ce lieu.
Rien ni personne ne nous arrêtera.
Qu'on se le dise »
Une fois de plus, la justice est incapable de retrouver les meurtriers. Il faut attendre l'indépendance en 1956 pour que soit confirmé, ce que tout le monde murmurait. Chaker avait été exécuté par des membres de la famille du conseiller municipal sfaxien Ahmed Belgaroui qui avait été assassiné par la Main noire le 8 août 1953. Des gendarmes français avaient escorté les tueurs lors de leur mission. Les assassins tunisiens sont arrêtés et traduits devant la Haute Cour. Deux d'entre eux, Abdelkader et Mohamed Chédli, sont condamnés à mort par pendaison ; les autres inculpés, au nombre de 19, écopent de peines allant des travaux forcés à perpétuité à deux ans de prison. Quant aux gendarmes incriminés, ils ont pu regagner la France avant d'être mis en cause.

#### Actions de 1954
La situation sécuritaire s'aggrave en 1954 après le refus du gouvernement français de libérer Habib Bourguiba : actes de terrorisme et de contre-terrorisme se succèdent. Le 23 mai 1954, pour venger un garde forestier abattu par la Main noire, les tueurs de La Main rouge assassinent Ali et Tahar Haffouz, deux fils de notables et colons tunisiens. L'un est un dirigeant local du Néo-Destour, l'autre un dirigeant de l'Union tunisienne de l'agriculture et de la pêche,.
En représailles, cinq colons de la région du Kef sont assassinés par la Main noire. La même nuit, c'est un magasin tunisien qui est pris pour cible faisant un mort et deux blessés.
Le 1er juillet 1954, c'est un café maure à Menzel Bouzelfa qui est la cible de rafales de mitraillettes tuant trois Tunisiens et en blessant quatre autres.
Le 11 juillet 1954, en réaction à la fusillade de Ferryville, qui a fait six morts chez les Français, un café maure est mitraillé à Jemmal tuant trois consommateurs tunisiens et en blessant trois. Le même jour, un autre café maure est mitraillé à El Batan faisant deux morts et trois blessés
Enfin, le 13 juillet 1954, Abderrahmen Mami, nationaliste et médecin particulier du bey de Tunis, est assassiné dans sa voiture, crime qui reste impuni comme tous ceux de ces groupuscules criminels.
Pendant ces quatre mois où la violence atteint son paroxysme, on dénombre 150 attentats provoquant la mort d'une vingtaine d'Européens et d'une cinquantaine de Tunisiens sans qu'il soit toujours évident de savoir si ces derniers ont été victimes de leur nationalisme ou de leur francophilie. Dans le même temps, parmi les forces de l'ordre militaires et policières, on compte une vingtaine de tués, une quarantaine de blessés et six disparus. Quant aux fellagas, 53 sont tombés au combat et 29 sont capturés.
La situation ne s'apaise qu'après le discours de Carthage prononcé le 31 juillet 1954 par le nouveau président du Conseil français, Pierre Mendès France, qui décide de reconnaître l'autonomie interne de la Tunisie.

#### Démantèlement de La Main rouge
Malgré la proclamation de l'indépendance du pays le 20 mars 1956, La Main rouge ne désarme pas et reprend les attentats en ces temps troubles où bourguibistes et youssefistes s'affrontent.
Le 1er mai 1956, une grenade est lancée sur un local néo-destourien faisant un mort et 4 blessés. Le 9 mai, c'est un épicier qui est tué dans sa boutique. Le 12 mai, une grenade explose avenue de Londres à Tunis blessant six personnes. Le 13 mai, une épicerie de Montfleury est mitraillée faisant quatre victimes. Dans la nuit du 13 au 14 mai, des grenades sont lancées la même nuit sur un cabaret de l'avenue Jules-Ferry et sur un taxi à La Marsa.
La même nuit, la cellule néo-destourienne de Ben Arous est mitraillée par deux hommes descendus de leur voiture. Un gardien posté sur le toit réplique et atteint les assaillants. Cinq jours plus tard, la voiture criblée de balles est retrouvée et on exhume le cadavre du tueur mort dans la fusillade. Celui-ci, du nom de Jean Honoré Andréi, est inhumé sous un faux nom après que le docteur Chapelon ait signé « sous la menace » un certificat de mort naturelle.
L'enquête permet rapidement de démanteler l'organisation. De nombreux comparses sont arrêtés et incarcérés parmi lesquels Gilbert Rouffignac, Louis Livoisi, Jean Tedesco, Marcel Andréi, Paul Casablanca. Toutefois, les chefs Serge Gillet et Louis-Charles Vincent restent introuvables.
L'arrestation de Lucien Rouveure éclaire d'un jour nouveau les ramifications de La Main rouge en Afrique du Nord. Chargé de trouver des tueurs pour opérer contre des figures du nationalisme, il recrute Christophe Ruissi, un gendarme de Tunisie, pour attaquer des fermes algériennes tenues par des nationalistes. Il recrute également Henry-Louis David qui échoue dans sa tentative d'exécuter Ahmed Ben Bella à Tripoli. Martial Aouizerat est également embauché pour « descendre le docteur de La Marsa » (Abderrahmen Mami) aidé en cela par Vincent et Andréi.
L'instruction est menée par le juge Régis Soulet qui avait été chargé du dossier Farhat Hached. Il inculpe également le docteur Puiggali soupçonné d'être l'un des chefs de l'organisation. Il est pourtant mis en liberté provisoire le 4 septembre en même temps que Rouveure. Les deux hommes sont finalement expulsés de Tunisie sur arrêté du ministre de l'Intérieur Taïeb Mehiri. Rouffignac, Ruissi et Aouizerat sont également relâchés.
Quant au commissaire Gillet, on apprend des années plus tard qu'il a bénéficié de l'aide de l'ambassadeur de France en Tunisie, Roger Seydoux, pour quitter la Tunisie en compagnie de son chauffeur Eugène Soubrat. Alerté par Bourguiba qui espérait remonter jusqu'aux assassins de Hached, Seydoux a organisé l'exfiltration des deux hommes pour éviter les conséquences qu'auraient eues leurs aveux comme il l'écrit à Alain Savary, secrétaire d'État aux Affaires Etrangères, le 9 août 1956 : « Si j'ai donné au commissaire Gillet et à Soubrat la possibilité de quitter la Tunisie, ce ne fut pas pour couvrir une action que je condamnais aussi fortement que vous-même, mais parce que j'ai estimé que l'intérêt national exigeait le départ immédiat de ces individus ».

Savary était conscient de l'importance de cette exfiltration, comme l'atteste une note de l'un de ses collaborateurs, Jean-Yves Goëau-Brissonnière, retrouvée dans ses papiers personnels : 
« Il apparaît (mais vous êtes parfaitement au courant), que Gillet dirigea le tir contre Farhat Hached avec Vincent. Gillet aurait ici [à Paris] des photocopies de la liste des membres de La Main rouge […]. Gillet recevait [une rémunération] par expédition [contre les nationalistes], de la Résidence. »
Gillet est recasé à la première brigade de la police judiciaire sous le nom de « commissaire Laurent ».

### Actions au Maroc

#### Assassinat de Jacques Lemaigre-Dubreuil?

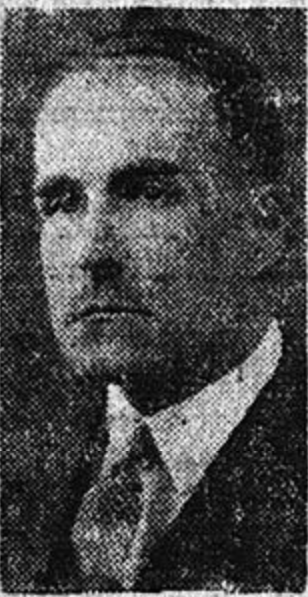
Jacques Lemaigre Dubreuil.

Émile Eyraud, directeur du premier quotidien du protectorat, La Vigie marocaine, s'engage au service des « ultras » avec le soutien de Marcel Boussac, patron du quotidien français L'Aurore, après avoir échoué à se faire élire maire de Casablanca. À la suite de la création en octobre 1953 du groupe Présence française par les docteurs Causse et Eyraud, des dizaines d'hommes vont périr sous les balles des « ultras », nom parfois donné à la nébuleuse dirigée par La Main rouge. La tension augmente après l'enlèvement en décembre 1953 de plusieurs personnalités marocaines et, le 30 juin 1954, Eyraud est assassiné en plein centre de Casablanca. Le 13 juillet 1954, un groupe qui affirme vouloir le venger tend une embuscade aux militants nationalistes, en prétendant vouloir négocier, afin d'établir une liste de future cibles.
Antoine Méléro, entré dans la police au Maroc en mars 1952, aurait commencé à participer aux opérations de La Main rouge en décembre de la même année. Le groupe est alors très actif dans l'intimidation des libéraux du Maroc, comme les industriels Jacques Reitzer, patron de l'usine de sodas de Casablanca, et Jacques Lemaigre Dubreuil, qui dirige la multinationale Lesieur, dont l'usine de Casablanca fournit toute la région en huiles permettant de conditionner en boîtes de conserve la production de sardines, avec des dépôts à Safi, Agadir et Mogador, auprès des entreprises de pêche, ou encore le journaliste Antoine Mazzella, rédacteur en chef du quotidien Maroc-Presse.
Suspecté dans le cadre de l'enquête sur l'assassinat de Jacques Lemaigre Dubreuil le 11 juin 1955, il est arrêté lors de son retour en France, placé en détention provisoire puis relâché ; il bénéficie d'un non-lieu en 1964 puis se voit révoqué de la police en 1965.
« C'est beaucoup, pour sceller l'amitié entre deux peuples que d'avoir les mêmes martyrs », déclare le Prix Nobel de littérature François Mauriac lors des obsèques de Lemaigre Dubreuil. Le groupe de La Main rouge bénéficie alors de financements du préfet de région Philippe Boniface et de chefs marocains liés aux Français.

#### Attentat contre Allal El Fassi

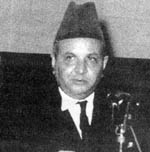
Allal El Fassi.

La Main rouge a exécuté les attentats ratés contre des leaders indépendantistes à des moments où l'indépendance de leur pays semblait déjà à peu près acquise. C'est le cas de celui qui a visé Allal El Fassi, l'un des leaders de l'Istiqlal marocain, dans le Nord du Maroc. Recruté par un préfet colonial,, le truand Jo Attia part au Maroc fin 1955, après un double meurtre en région parisienne dont il est soupçonné. Ses complices sur place sont Antoine Nottini, ancien de la Gestapo, et Georges Boucheseiche.
Allal El Fassi est alors à Tétouan, dans la zone internationale de Tanger, où il est reçu le 29 novembre 1955 par le général Garcia Valino, haut commissaire d'Espagne, pour demander au dictateur Franco de reconnaître l'indépendance du Maroc, ce qui est fait le 14 janvier 1956 après des manifestations et grèves.
Entre-temps, la délégation de l'Istiqlal doit se réfugier à l'hôtel Dersa de Tétouan,,. Le SDECE a envoyé aussi son agent Gaston Despierres,, qui reste cependant plus retrait, du fait que son patron, Henri Fille-Lambie, chef du service Action du SDECE, n'est pas favorable à ces attentats, commandés par le gouvernement.
Présent aussi sur les lieux, un autre espion du SDECE, Antoine Méléro, soupçonné d'avoir assassiné le 11 juin 1955 à Casablanca l'industriel Jacques Lemaigre Dubreuil, figure des libéraux du Maroc, un autre attentat très risqué.
Jo Attia utilise comme engin explosif un réveil trafiqué, qui est dénoncé à la police espagnole par des passants ; il est alors neutralisé à temps,, et se fait prendre. Arrêté au début de 1956, il est emprisonné à Tanger, à vingt kilomètres de Tétouan, dans la zone sous administration internationale.

## Actions en Europe contre l'indépendance algérienne
Les cibles reçoivent systématiquement des menaces de mort avant le passage à l'acte du service Action en cas de poursuite des activités pro-FLN. Ainsi, le trafiquant d'armes allemand Wilhelm Beisner (de), un ancien des services nazis en Yougoslavie, n'ayant pas pris au sérieux la menace, qu'il prend pour un « mauvais roman », perd une jambe dans l'explosion de sa voiture en 1960.
Le premier attentat de La Main rouge en Europe a lieu le 28 septembre 1956 à Hambourg (Allemagne de l'Ouest), chez Otto Schlütter, un trafiquant d'armes qui approvisionne le FLN algérien, tuant son employé ; un autre attentat tue sa mère en juin 1957.
Le 9 septembre 1957 à Genève, un fabricant de détonateurs, Georges Geitser, est poignardé. Puis, le 19, toujours à Genève, c'est Marcel Leopold, autre trafiquant d'armes, qui est assassiné par une flèche empoisonnée tirée à la sarbacane.
Le 5 novembre 1958, l'avocat Améziane Aït Ahcène – un délégué du Gouvernement provisoire de la République algérienne qui assurait le contact entre le FLN et les trafiquants d'armes grâce à son passeport diplomatique – est exécuté à la mitraillette au centre de Bonn, la capitale ouest-allemande. Der Spiegel dénonce cet attentat comme étant l'œuvre de la France, alors que L'Humanité et L'Express accusent un certain colonel Mercier.
Une opération ratée, le 5 juillet 1959 à Rome, qui vise le représentant du FLN Taïeb Mohamed Boulhouf, tue un enfant de dix ans nommé Rolando Rovai, qui active, en jouant dans la rue, le détonateur d'une voiture piégée. « Le trafiquant d'armes avait eu sa voiture piégée, par une charge explosive, qui était reliée par un fil de nylon pratiquement invisible à un hameçon accroché à la roue. Quand la roue se mettait en mouvement, le fil se tendait et la charge fonctionnait. Et là il se trouve qu'un gamin qui jouait dans la rue a lancé son ballon sur la voiture. Le fil a été tendu. Je pense que c'est la seule vraie bavure qu'on ait eue à enregistrer » témoigne l'agent Raymond Ruelle.
L'opération homicide contre l'avocat Jacques Vergès échoue à cause d'une panne de voiture de l'équipe du service Action. « Si elle avait démarré, on risquait de perdre maître Vergès », témoigne Raymond Muelle, le chef de l'opération. Celui-ci affirme aussi que tous les ordres émanaient directement du pouvoir politique : à l'époque, Michel Debré.
Les assassinats commis sont nombreux en Allemagne de l'Ouest, Suisse, Belgique, Italie et Pays-Bas d'après Faligot et Guisnel ; Constantin Melnik évoque 135 personnes tuées pour la seule année 1960, 103 en 1961.

## Liste d'attentats revendiqués ou suspectés
- 5 décembre 1952 (Tunis) : assassinat du secrétaire général de l'Union générale tunisienne du travail Farhat Hached[31].
- 13 septembre 1953 (Tunis) : assassinat d'Hédi Chaker.
- 24 mai 1954 (Kairouan) : assassinat des frères Tahar et Ali Haffouz[37].
- 13 juillet 1954 (Tunis) : assassinat d'Abderrahmen Mami, nationaliste et médecin particulier du bey de Tunis.
- octobre 1954 (Casablanca) : 1er décembre 1954 (Casablanca) : assassinat d'Abdelkrim Diouri, un négociant proche des indépendantistes ;
- 2 janvier 1955 (Casablanca) : assassinat de Tahar Sebti, issu d'une famille de marchands marocains et patron associé de Lesieur-Afrique, peu après les révélations de l'inspecteur de police Albert Forestier ; 20 000 personnes assistent à ses obsèques[60]
- 3 janvier 1955 (Casablanca) : décès suspect de l'inspecteur de police Albert Forestier, qui percute un car de l'armée sur la route en lacets[61] ; l'enquête montra que la direction de son véhicule a été sabotée[62],[63] ;
- 6 juin 1955 (Casablanca) : Jacques Reitzer, menacé de mort, patron de l'usine de sodas de Casablanca où l'un de ses employés a été assassiné, échappe au troisième attentat, deux à la bombe, un à la mitraillette[64]. Il parvient à faire fuir des tireurs, mais l'instant d'après une bombe détruit sa voiture et il porte plainte[63].
- 11 juin 1955 (Casablanca) : Jacques Lemaigre Dubreuil, patron du Groupe Lesieur, qui a construit l'usine d'huiles de Casablanca, périt sous des rafales de mitraillettes au pied de son immeuble de Casablanca[62].
- 28 septembre 1956 (Hambourg) : Dans les bureaux de la société Otto Schlüter GmbH, une bombe de cinq kilos avec un détonateur à l'acide explose. La mère de Schlüter est grièvement blessée. Son associé, Wilhelm Lorenzen, âgé de 62 ans, décède des suites de ses blessures graves.
- 3 juin 1957 (Hambourg) : La Mercedes-Benz 220 de Schlüter explose. Ingeborg, la fille de Schlüter, est légèrement blessée et sa mère mortellement blessée.
- 18 juillet 1957 (port de Tanger) : Le cargo Bruja Roja de Georg Puchert est coulé par une charge.
- 20 juillet 1957 (port de Tanger) : Le cotre Sirocco de Puchert est coulé par une charge.
- 1957 (Charleroi) : Le patron du FLN pour la Belgique est abattu.
- 1957 (Madrid) : Le secrétaire espagnol de la délégation du FLN est abattu.
- 1er octobre 1958 (Hambourg) : Le cargo Bremer Atlas est partiellement coulé par des charges explosives.
- 5 novembre 1958 (Bonn) : Le chef de l'agence FLN pour l'Allemagne de l'Ouest, l'avocat Améziane Aït Ahcène âgé de 27 ans, est mitraillé devant l'ambassade de Tunisie. Il meurt des mois plus tard dans un hôpital tunisien.
- 28 novembre 1958 (Rabat) : L'avocat Auguste Thuveny est tué par une bombe placée dans sa voiture. Il était l'un des avocats du FLN.
- 19 janvier 1959 (gare de Sarrebruck) : Le membre du FLN, Abd-El Soualem, est assassiné.
- 3 mars 1959 (Ostende) : Al Kahira est coulé par une charge explosive.
- 24 mai 1959 (Paris) : L'avocat algérien Amokrane Ould Aoudia est abattu devant son bureau, rue Saint-Marc.
- 5 juillet 1959 (Rome) : Un attentat à la voiture piégée contre le représentant du FLN, Taïeb Boulahrouf, échoue car un enfant jouant envoie accidentellement sa balle sur sa voiture, ce qui déclenche la bombe. Le garçon est tué par l'explosion.
- 7 septembre 1959 (Beyrouth) : Mohammed Mahmoud Djami, qui veut rencontrer Ferhat Abbas, est atteint par quatre coups de revolver alors qu'il monte à bord d'un vol à destination des États-Unis.
- 15 octobre 1960 (Munich) : Wilhelm Beissner est sérieusement blessé dans une attaque.

## Arts et littérature

### Cinéma
Plusieurs œuvres cinématographiques de fiction se sont intéressés à l'histoire de La Main rouge :
- En 2004, sort sur les écrans Agents secrets, un film de Frédéric Schoendoerffer, dans lequel il s'inspire du sabotage en baie de Tanger de la Bruja Roja, le navire de Georg Puchert, trafiquant d'armes nazi qui approvisionnait le FLN.
- En 2010, c'est Hors-la-loi, film de Rachid Bouchareb, qui narre l'histoire des fellagas.

### Écrits
La section Bibliographie fournit une liste d’ouvrages sur le sujet.

### Bandes dessinées
Un volume nommé La Main rouge, dont le scénario est signé Didier Daeninckx et le dessin Mako, est édité en septembre 2013. Par ailleurs, l'organisation est au cœur de l'intrigue de la bande dessinée La Main rouge (2016), quatrième épisode de la série Les Mystères de la Quatrième République, par Philippe Richelle (scénario), Alfio Buscaglia (dessin) et Claudia Boccato (couleurs).

### Radio
La Main rouge est évoquée dans deux numéros de l'émission Rendez-vous avec X sur France Inter, le 13 septembre 1997 et le 10 avril 1999 sur l'assassinat de Jacques Lemaigre Dubreuil. La figure d'Antoine Méléro l'est aussi dans le podcast Espions, une histoire vraie le 23 janvier 2024.

### Romans
L'organisation de la Main rouge est également mentionnée dans le roman de fiction Itinéraire d'un salaud ordinaire de Didier Daeninckx qui retrace la vie d'un policier français.

### Filmographie
- Histoire des services secrets français, film de David Korn-Brzoza, qui recueille les témoignages de très nombreux membres et responsables des services français de 1945 à nos jours (France 5, 2011).